# Insegne militari romane

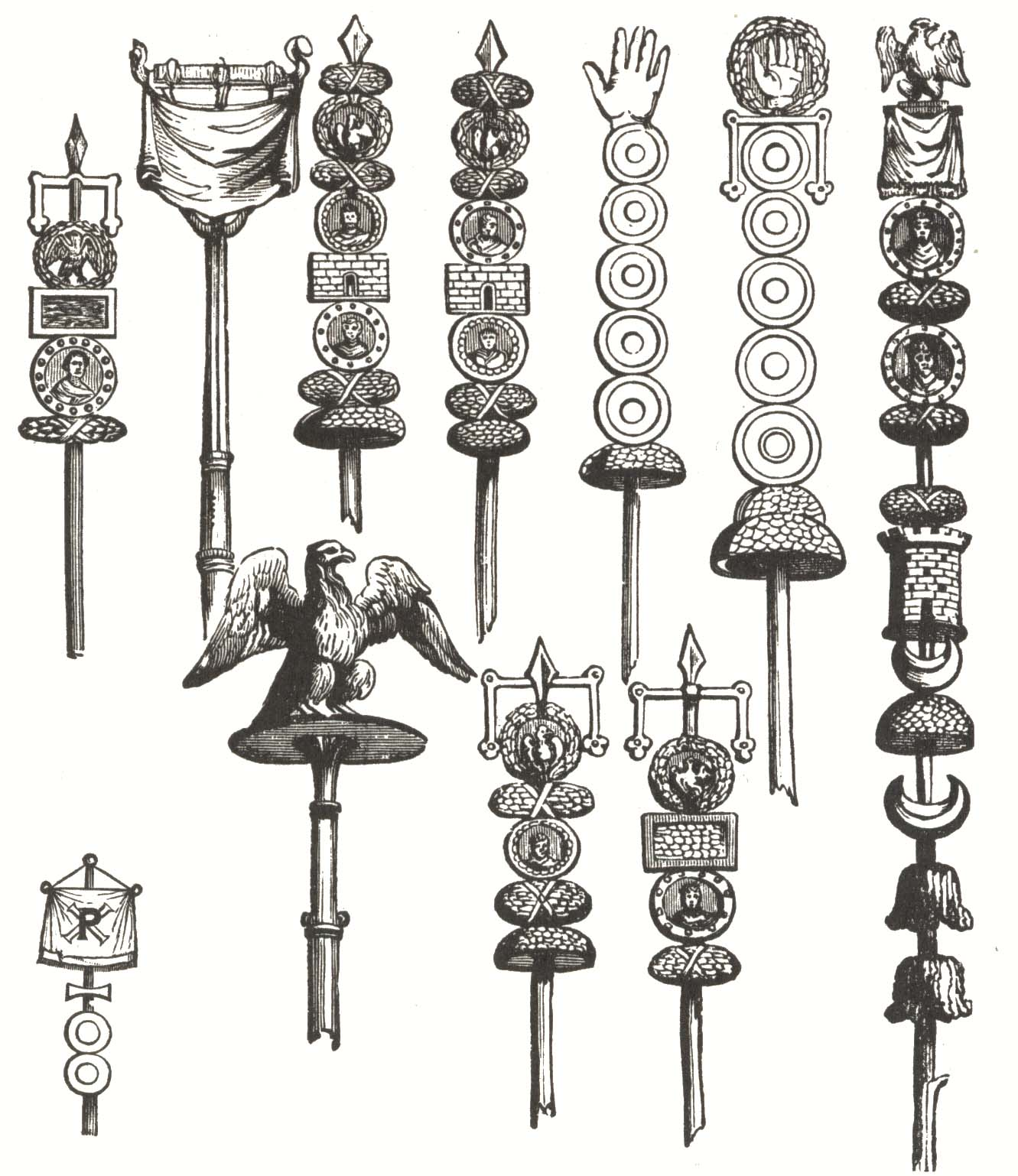
Esempi di insegne romane

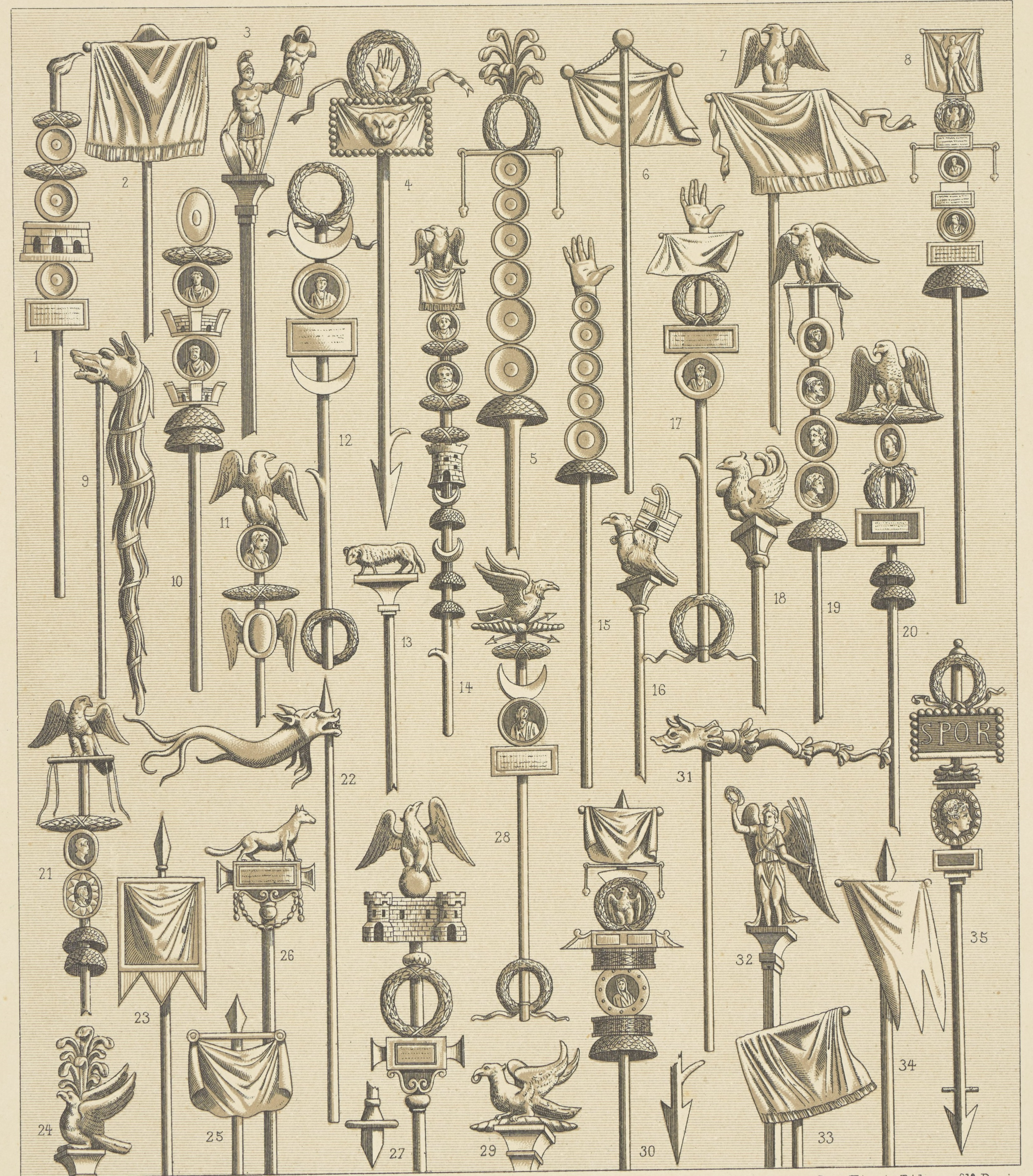
Esempi di insegne romane / [A. Racinet

Le insegne militari romane erano stendardi per distinguere le varie unità di fanteria e cavalleria dell'esercito romano. Venivano utilizzate per costituire un punto fermo per le truppe in marcia, svolgendo anche un importante ruolo nella trasmissione di informazioni sul campo di battaglia.

## Storia
Ripresa dalla tradizione etrusca, essa era composta da un'asta di legno o di metallo, e all'estremità più alta era presente un drappo, solitamente purpureo, e, più in alto, una piccola statua di un animale, in genere di metallo, che raffigurava l'emblema della compagnia. In essa erano di solito raffigurati animali predatori come aquile, leoni, pantere. Sesto Pompeo Festo, lessicografo e grammatico romano del II sec. d.C., scriveva che, nei passati tempi repubblicani, nell'ordine di importanza degli animali raffigurati nelle insegne militari al quinto posto c'era la scrofa, perché allora, quando si firmava la pace con il nemico, si usava uccidere una scrofa e banchettarne con lui. 
L'insegna era l'emblema della legione romana e veniva protetto perché non cadesse in mani nemiche: la sua perdita o distruzione simboleggiava infatti la disfatta della legione.

## Tipologie
- l'Aquila legionaria, simbolo dell'intero esercito romano, affidata ad un aquilifer per singola legione, venne istituita da Gaio Mario attorno al 104 a.C.
- il vexillum, rappresentava un distaccamento di un'unità legionaria (vexillatio) o il simbolo di quelle ausiliarie (coorte peditata, equitata ed ali di cavalleria), portata dal vexillarius.
- il signum, insegna distintiva di tutte le unità (auxilia) o sotto unità (coorte e manipolo di legione) militari romane, portata dal signifer.

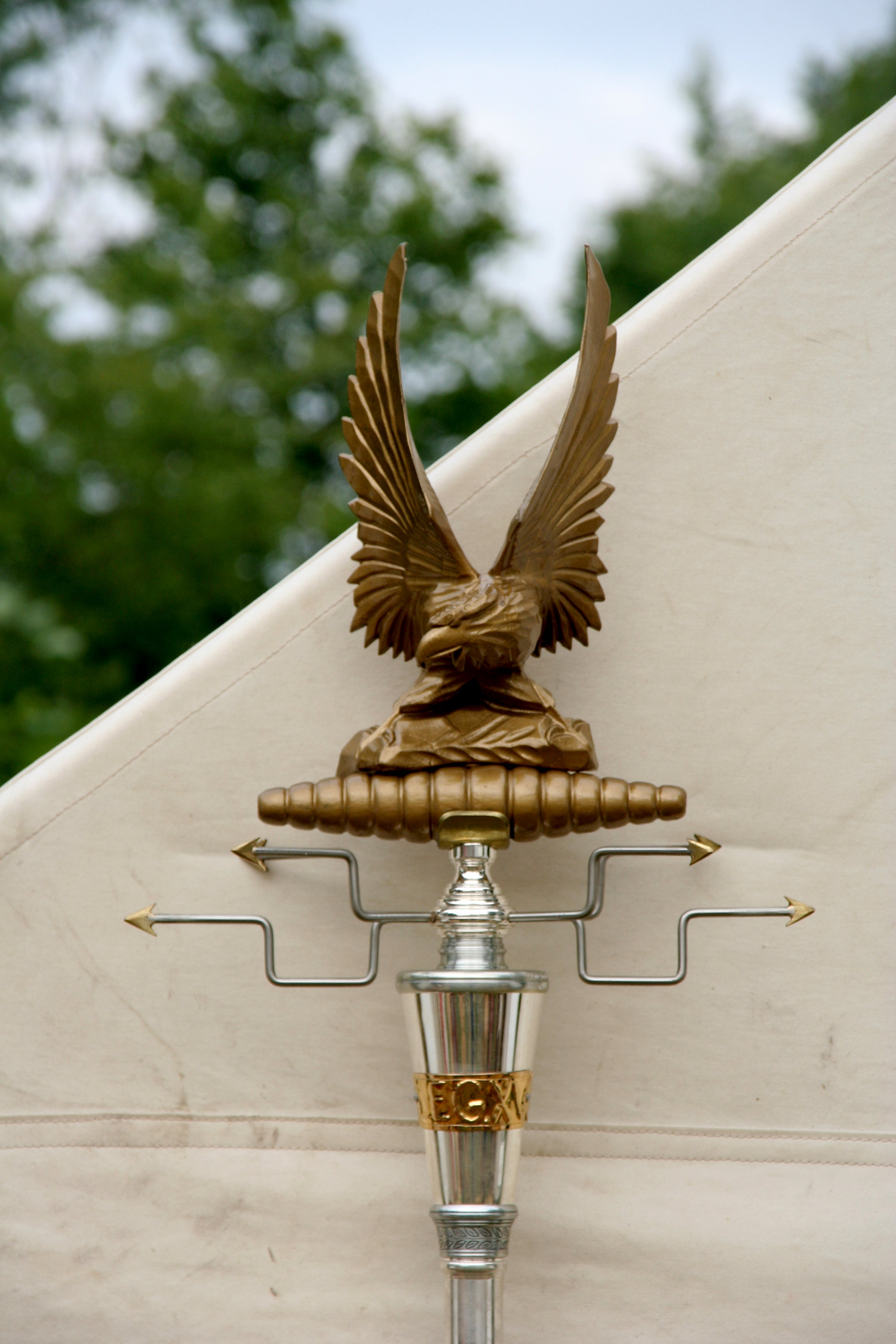
L'aquila legionaria
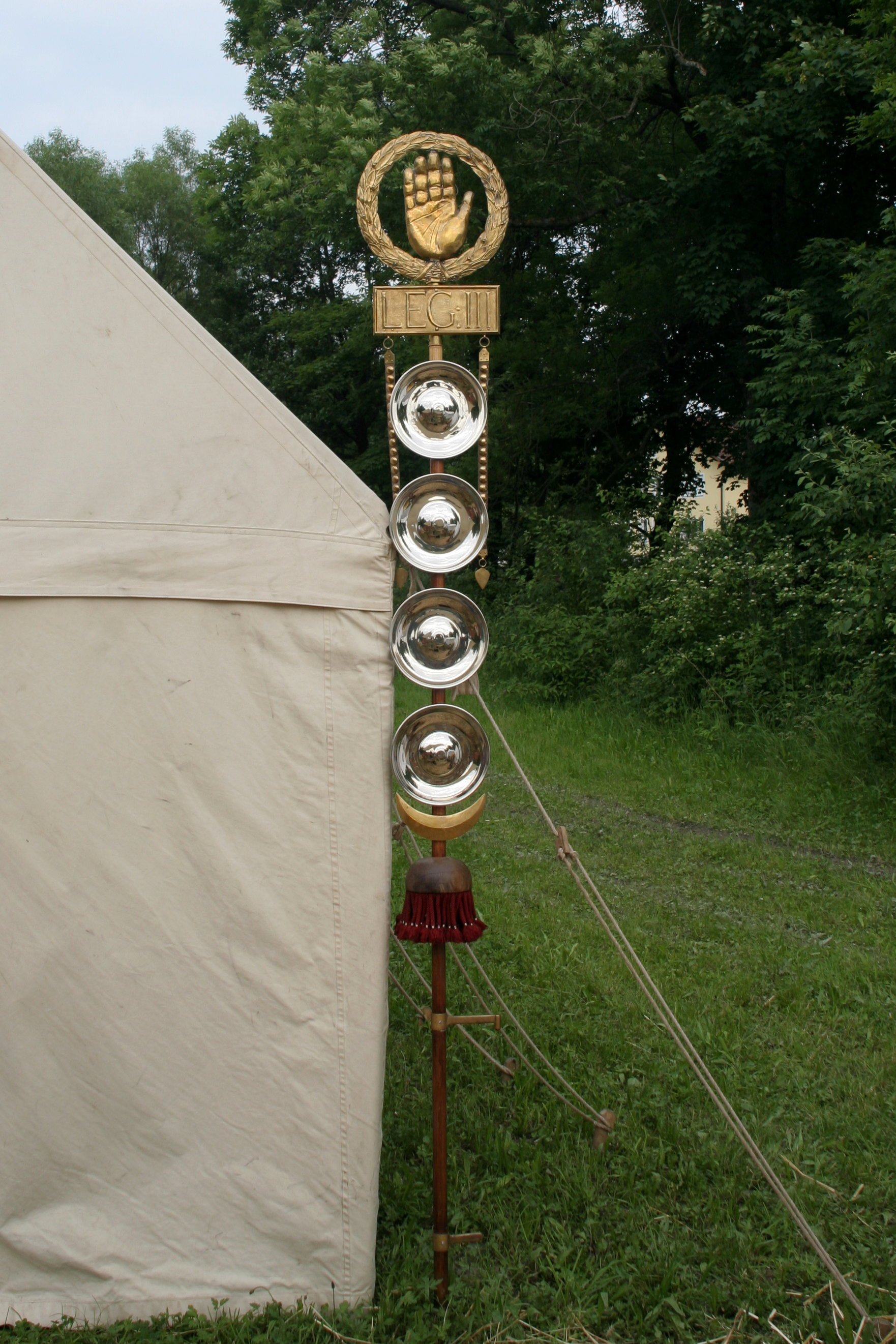
Tipica insegna manipolare
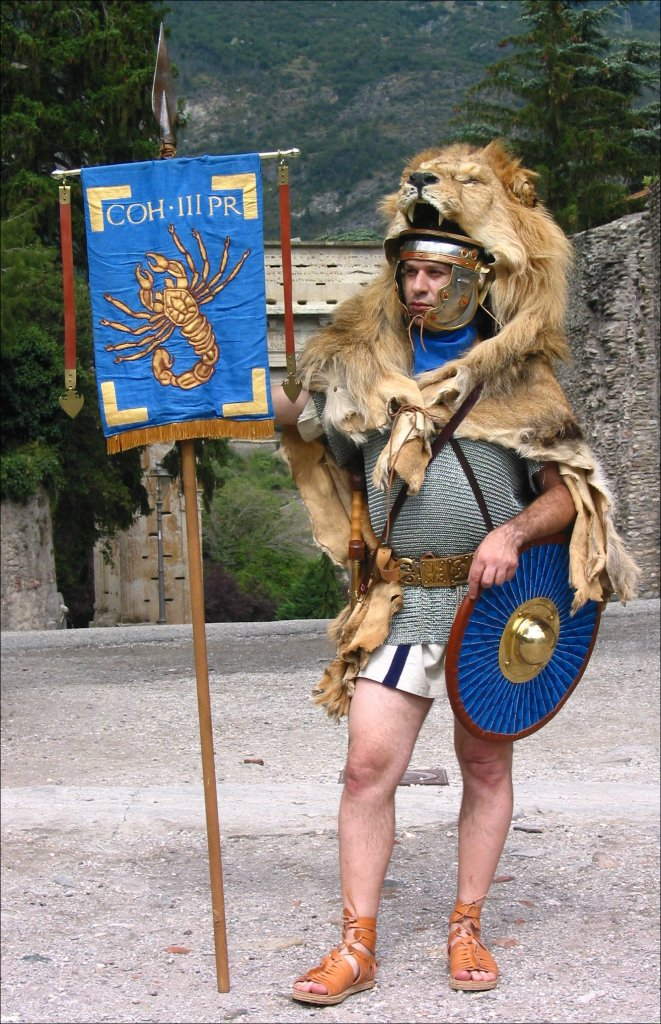
Vexillifer della III coorte pretoriana.

Vi erano poi insegne specifiche per meglio definire le singole unità militari:
- il simbolo che differenziava ciascuna legione dalle altre, come ad esempio il toro nel caso delle legioni I Augusta, I Germanica, I Italica,[2] III Gallica,[3] III Parthica, IIII Macedonica, V Macedonica, VI Ferrata, VI Victrix, VII Claudia Pia Fidelis, VIII Augusta, X Fretensis, X Gemina; oltre a numerosi altri simboli come l'aquila, Apollo, l'ariete, il capricorno, il centauro, la cicogna, il cinghiale, l'Elefante, Ercole, la dea Fortuna, il fulmine, il grifone, la lupa e gemelli, il leone, Marte, Minerva, Nettuno, il pegaso, ecc.
- l'immagine dell'imperatore romano, portate dall'imaginifer;
- il draco, utilizzato da reparti di cavalleria ausiliari e portato dal draconarius.